# Dichodontium elegans
Dichodontium elegans là một loài rêu trong họ Dicranaceae. Loài này được Duby A. Jaeger mô tả khoa học đầu tiên năm 1880.